# Красне (Стрийський район)
Кра́сне — село в Україні, у Стрийському районі Львівської області. Населення становить 447 осіб. Орган місцевого самоврядування — Козівська сільська рада.

## Географія
Селом протікають потік Красний та річка Краснянка.

## Історія
У 1946 році хутір Красне Вижне Красненської сільської Ради Боринського району перейменували на хутір Верхнє Красне.

## Населення

### Мова
Розподіл населення за рідною мовою за даними перепису 2001 року:
| Мова       | Кількість | Відсоток |
| ---------- | --------- | -------- |
| українська | 484       | 99.79%   |
| російська  | 1         | 0.21%    |
| Усього     | 485       | 100%     |

## Церква
Церква святого архангела Михаїла збудована у 1935 році за проєктом Євгена Нагірного у неоукраїнському стилі майстрами Григорієм та Емілієм Комарами з села Цінева Івано-Франківської області. Церква розташована на пагорбі посеред села, на території цвинтару.

## Пам'ятки
- У 1967 році встановлено обеліск у пам'ять про селян, які загинули у Радянсько-німецькій війні;
- Гаї — заповідне урочище (лісове) місцевого значення;
- Сигла — заповідне урочище місцевого значення;
- Красне — заповідне урочище місцевого значення.

## Відомі люди

### В селі народилися
- Андрейчин Євген Йосипович — «Бистрий» (нар. 1922, Красне — † 29.02.1948, Кривка) — кущовий ОУН(р);[4]
- Андрейчин Іван Йосипович — «Думик», «Байдак» (нар. ?, Красне — † 04.07.1947, Криве) — комендант сільської боївки, потім кущовий боївки і боївки районного проводу ОУН(р);[5]
- Малетич Микола Іванович (нар. 01.10.1944, Красне) — Високопреосвященніший владика Макарій, митрополит Львівський ПЦУ, архієрей Православної церкви України, постійний член синоду. Почесний громадянин Львова;
- д-р Іван Гурко — чотар Української Галицької Армії, адвокат і суддя в Західній Україні, довголітній керівник радіоавдиції у Клівленді[6]